# Macalpinomyces sharmae
Macalpinomyces sharmae är en svampart som beskrevs av Vánky 1995. Macalpinomyces sharmae ingår i släktet Macalpinomyces och familjen Ustilaginaceae.   Inga underarter finns listade i Catalogue of Life.